# جون وود (عالم نبات)
جون وود (بالإنجليزية: John Medley Wood) (و. 1827 – 1915 م) هو عالم نبات، وسرخسياتي، وعالم فطريات من جنوب أفريقيا، والمملكة المتحدة لبريطانيا العظمى وأيرلندا، توفي في ديربان، عن عمر يناهز 88 عاماً.

## التعليم
تعلم في جامعة كيب تاون
.